# Anthaxia pennsylvanica
Anthaxia pennsylvanica är en skalbaggsart som beskrevs av Jan Obenberger 1914. Anthaxia pennsylvanica ingår i släktet Anthaxia och familjen praktbaggar. Inga underarter finns listade i Catalogue of Life.